# Inscripció de Kedukan Bukit
La inscripció de Kedukan Bukit va ser descoberta pel neerlandès M. Batenburg el 29 de novembre de 1920 a Kedukan Bukit, Sumatra Meridional, Indonèsia, a la vora del riu Tatang, un afluent del riu Musi. És el registre més antic conservat de l'idioma malai, en la variant que es coneix com a Antic Malai. Es tracta d'una pedra petita de 45 cm × 80 cm datada de l'1 de maig de 683 i escrita usant l'alfabet Pallava. Conté nombroses paraules en sànscrit.

## Contingut

### Transliteració
| Línia | Transliteració                                     |
| ----- | -------------------------------------------------- |
| 1     | svasti śrī śaka varṣātīta 605 ekādónaśī śukla-     |
| 2     | pakṣUn vulan vaiśākha ḍapunta hiyaṃ nāyik di       |
| 3     | sāmvau dt.ṅalap siddhayātra di saptamī śuklapakṣUn |
| 4     | vulan jyeṣṭha ḍapunta hiyaṃ marlapas dari mināṅUn  |
| 5     | tāmvan mamāva jaṃ vala dua lakṣUn donaṅun kośun    |
| 6     | dua ratus cāra di sāmvau donaṅUn jālan sarivu      |
| 7     | tlu ratus sapulu dua vañakña dātaṃ di mukha upaṃ   |
| 8     | sukhacitta di pañcamī śuklapakṣUn vulan āsāḍha     |
| 9     | laghu mudita dātaṃ marvuat vanua ...               |
| 10    | śrīvijaya jaya siddhayātra subhikṣUn nityakāla     |

### Traducció almalaimodern
| « | Svasti! Pada 11 hari bulan separuh Vaiśākha tahun 605 Śaka, Dapunta Hiyang menaiki sampan untuk mendapatkan siddhayātra. Pada hari ke tujuh iaitu 15 hari bulan separuh Jyeṣṭha, Dapunta Hiyang berlepas dari Mināṅa membawa 20000 orang bala tentera dengan bekal-bekalan sebanyak 200 peti di sampan diiringi 1312 orang yang berjalan kaki banyaknya datang ke hulu Upang dengan sukacitanya. Pada 15 hari bulan separuh āsāḍha dengan mudah dan gembiranya datang membuat benua ... Śrīvijaya jaya siddhayātra subhikṣa nityakāla! | » |

### Traducció
| « | «Om swasti astu!» Salut i prosperitat. L'any 605 de l'era saka, en el tretzè dia de la mitja lluna de «Waisaka», Sri Baginda va fer servir caiucs per a obtenir el«siddhayatra». El setè dia, en el quinzè dia de la mitja lluna de «Jyestha», Sri Baginda es va deslliurar de minānga tāmvan. Va portar 20.000 soldats amb ell... i 200 caiucs amb 1.312 soldats a peu. Van arribar a... Verdaderament beneits en el quinzè dia de la mitja lluna de..., Ràpids, feliços, van fer un viatge al país del ... ¡Gran Srivijaya! Prosperitat i riqueses... | » |